# Doug Hutchison
Pour les articles homonymes, voir Hutchison.
Doug Hutchison est un acteur américain né le 26 mai 1960 à Dover dans le Delaware (États-Unis).
Il est connu pour son interprétation du personnage « Eugene Tooms » dans deux épisodes de la saison 1 de la série télévisée X-Files : Aux frontières du réel (1993-1994), puis par son rôle du gardien sadique « Percy Wetmore » dans le film La Ligne verte (1999), ainsi qu'au frère dégénéré de Jigsaw  James « Looney Bin Jim » Russoti  dans le film  Punisher : Zone de guerre (2008).  
À la fin des années 2000, il tient le rôle de « Horace Goodspeed » dans les saisons 4 et 5 de la série télévisée Lost : Les Disparus. 
Il est propriétaire de la société de production Dark Water Inc.

## Biographie
Fils de Richard et Ashley Hutchison, Doug a un petit frère prénommé Erik. Il passe la plus grande partie de son enfance à Detroit (Michigan) et à Minneapolis (Minnesota). 
Des années plus tard, il s'installe à New York, où il suit des cours à la Juilliard School. Là, il étudie avec l'acteur Sandy Meisner pendant deux ans. Comme de nombreux acteurs en herbe, Hutchison est obligé de faire des petits boulots pour vivre. Sa carrière commence par des apparitions dans des petites productions de l'école secondaire d'Apple Valley dans le Minnesota. 
Peu de temps après avoir terminé ses études secondaires, à l'âge de 18 ans, il joue dans une production de Minneapolis Equus, qui lui vaut des commentaires très positifs, puis dans la pièce Jules César de Shakespeare.

## Vie privée
De 1999 à 2002, il a été marié à Kathleen Davison.
De 2003 à 2005, il a été marié à Amanda Sellers. 
En 2011, il se marie avec Courtney Stodden, une jeune femme de 16 ans, à Las Vegas. Elle est née en 1994, et participe en 2013 à Celebrity Big Brother 12. En novembre 2013, ils annoncent leur intention de divorcer. En août 2014, Hutchison et Stodden se remettent ensemble et renouvelleront leurs vœux au cours de l'année. En mai 2016, il est annoncé que le couple attend leur premier enfant. Le 17 juillet, ils annoncent que Courtney a fait une fausse couche. En janvier 2017, ils annoncent leur séparation après six ans de vie commune.

## Filmographie

### Cinéma
- 1988 : The Chocolate War (en) de Keith Gordon : Obie Jameson
- 1988 : Comme un cheval fou (Fresh Horses) : Sproles
- 1992 : Le Cobaye (The Lawnmower Man) : Technicien de sécurité
- 1996 : Le Droit de tuer ? (A Time to Kill) : James Louis 'Pete' Willard
- 1996 : Love Always : James
- 1997 : Les Ailes de l'enfer (Con Air) : Donald
- 1997 : Batman et Robin : Golum Gang Leader
- 1999 : La Ligne verte (The Green Mile) : Percy Wetmore
- 2000 : Shaft : steewart
- 2000 : Piégé (Bait) : Bristol
- 2001 : Sam, je suis Sam (I Am Sam) : Ifty
- 2002 : Salton Sea (The Salton Sea) de D. J. Caruso : Gus Morgan
- 2002 : Sans motif apparent (The House on Turk Street) : Hoop
- 2007 : Moola : J.T. Montgomery
- 2008 : Punisher : Zone de guerre (Punisher: War Zone) : Loony Bin Jim
- 2009 : The Burrowers : Henry Victor
- 2009 : Fais-leur vivre l'enfer, Malone ! (Give 'em Hell, Malone) : Matchstick
- 2014 : Alien's Sister : Albert
- 2018 : Are You Scared Yet? : Javy
- 2018 : Bogie and Bacall : Spencer Tracy
- 2020 : Hope for the Holidays : Sergent Babbitt
- 2025 : Escape from Black Water : Malcomb

### Télévision
- 1990 : L'Équipée du Poney Express (The Young Riders) (série télévisée) : Danny
- 1991 : China Beach (série télévisée) : Medic
- 1993 : New York Café (Love & War) (série télévisée) : Arthur Berkus
- 1993 : X-Files : Aux frontières du réel (The X Files), série télévisée, épisode Compressions (Squeeze) : Eugene Victor Tooms
- 1994 : X-Files : Aux frontières du réel (The X Files), série télévisée, épisode Le Retour de Tooms (Tooms) : Eugene Victor Tooms
- 1994 : Les Anges gardiens (Robin's Hoods) (série télévisée) : Hood
- 1994 : La Vie à cinq (Party of Five) (série télévisée) : Loren
- 1995 : Diagnostic : Meurtre (Diagnosis Murder) (série télévisée) : Baseline
- 1995 : Arabesque (Murder, She Wrote) (série télévisée) : Angus Neville
- 1996 : Space 2063 (Space: Above and Beyond) (série télévisée) : Elroy-El
- 1997 : MillenniuM (série télévisée) : Polaroid Man
- 2001 : The Practice : Bobby Donnell et Associés (The Practice) (série télévisée) : Jackson 'Jackie' Cahill
- 2002 : Les Experts (CSI: Crime Scene Investigation) (série télévisée) : Nigel Crane
- 2003 : John Doe (série télévisée) : Lenny Pescoe
- 2003 : Boomtown (série télévisée) : Wally Pollard
- 2004 : Les Experts : Miami (CSI: Miami) (série télévisée) : Dale Stahl
- 2004 : New York, unité spéciale (Law & Order: Special Victims Unit) (saison 6, épisode 4) : Humphrey Becker
- 2005 : Haine et Passion (The Guiding Light) (feuilleton télévisé) : Sebastian Hulce
- 2007 : Kidnapped (série télévisée) : Schroeder
- 2007 : Lost : Les Disparus (Lost) (série télévisée) : Horace Goodspeed
- 2010 : 24 heures chrono : Davros
- 2011 : Lie to Me : Layne Bradley
- 2015 : Les Experts (Téléfilm) : Dalton Betton
- 2019 : iZombie (série télévisée) : Hal